# 新民镇 (木兰县)
新民镇是中国黑龙江省哈尔滨市木兰县下辖的一个镇，位于木兰县中北部。